# Philaenus fuscovarius
Philaenus fuscovarius är en insektsart som beskrevs av Carl Stål 1864. Philaenus fuscovarius ingår i släktet Philaenus och familjen spottstritar. Inga underarter finns listade i Catalogue of Life.